# Ноднахрёйн

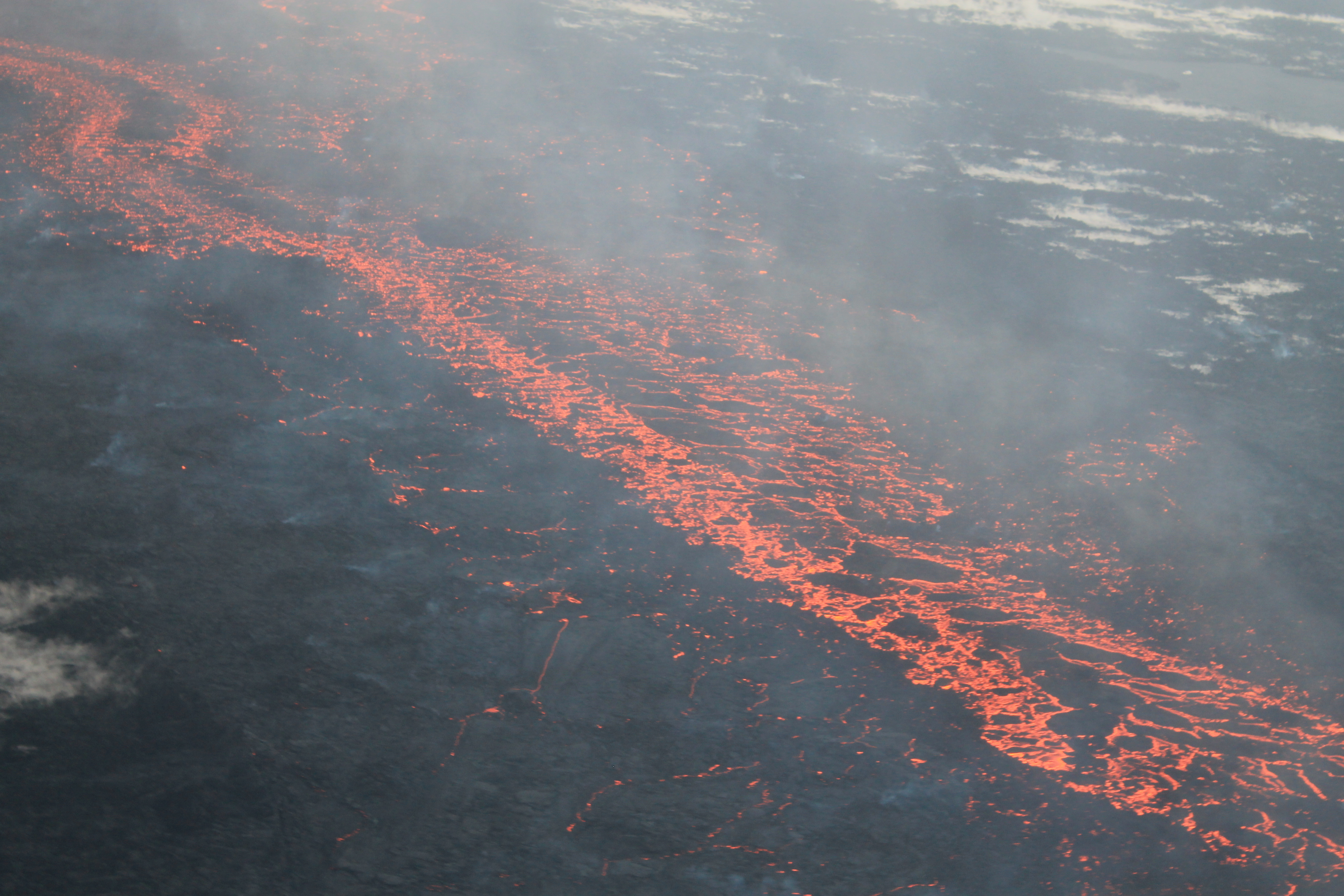
Поток лавы на Ноднахрёйн

Ноднахрёйн (исл. Nornahraun) — новое лавовое поле в сисле Сюдюр-Тингейар, Нордюрланд-Эйстра, Исландия.
Расположено на Исландском плато к северу от Ватнайёкюдля и в 42 км к северо-востоку от кальдеры Баурдарбунга.
Лавовое поле образовалось в результате землетрясений в вулканической системе Баурдарбунга, начавшихся 29 августа 2014 г.
По данным Исландской метеорологической службы Ноднахрёйн является крупнейшим лавовым полем в Исландии со времени извержения вулкана Лаки в 1783 г.
К 10 января 2015 г лавовое поле занимало площадь в 84.1 км² и произвело более 1.1 км³ лавы, средняя толщина слоя лавы составляет 10 м на востоке,
12 м в центре и 14 м на западе. Лава текла в замкнутом канале к восточному краю поля примерно 15 км от кратера Бёйгюр, а также на север.
Название Ноднахрёйн, означающее Ведьмина лава, было предложено в Институте Наук о Земле Тором Тордарссоном в октябре 2014 г. и появилось
на сайте Исландской метеорологической службы. Извержение привело к образованию большого количества нитевидных структур, известных как волосы Пеле.